# 包公井
包公井位于池州城内孝肃街。相传宋至和二年（1055年），包拯任池州知州时凿修。历代曾重修，方形井台上置四孔井圈，故又名“四眼井”。
包公井为花岗岩凿成，井深7米，原有井亭、栏、碑等，今已全圮，仅剩残碑。现井完好，井水依然清澈。
包公井1982年9月列为贵池县重点文物保护单位。2006年，当地房地产开发商在开发时，以井为中心建设1200平方米的街头公园，并在井上安装井架。2019年3月28日升格为安徽省文物保护单位。